# Corning (Arkansas)
Corning is een plaats (city) in de Amerikaanse staat Arkansas, en valt bestuurlijk gezien onder Clay County.

## Demografie
Bij de volkstelling in 2000 werd het aantal inwoners vastgesteld op 3679.
In 2006 is het aantal inwoners door het United States Census Bureau geschat op 3434, een daling van 245 (-6.7%).

## Geografie
Volgens het United States Census Bureau beslaat de plaats een oppervlakte van
8,4 km², waarvan 8,3 km² land en 0,1 km² water. Corning ligt op ongeveer 92 m boven zeeniveau.

## Plaatsen in de nabije omgeving
De onderstaande figuur toont nabijgelegen plaatsen in een straal van 24 km rond Corning.